# Umjetna selekcija
Umjetna selekcija (umjetni odabir, selektivni uzgoj, selektivna reprodukcija) je postupak kojim čovjek najčešće namjerno i sustavno, kroz više genracija, mijenja svojstva populacijâ životinja i biljaka kako bi njihova svojstva prilagodio svojim potrebama. To se postiže najčešće odabirom mužjaka i ženki životinja i biljaka koji poželjne karakteristike posjeduju u većoj mjeri od prosjeka populacije nakon čega se njihovim seksualnim razmnožavanjem stvaraju potomci koji imaju još veći udio poželjnih karakteristika. Ostvarene razlike između generacija populacija organizama unutar pasmine u odnosu na prosjek populacije i postavljene selekcijske ciljeve se selekcijski diferecijal.
Populacije životinja i biljaka koje se podvrgavaju selektivnom uzgoju zovu se pasmine, a ako se radi o biljkama još i sorte, kultigeni i kultivari. Križanjem dviju različitih pasmina životinja nastaje križanac, a križane biljke nazivaju se hibridi. Umjetna selekcija provodi se mijenjanjem udjela pojedinih alela unutar pasmine što utječe na promjenu fenotipskih svojstava pasmina i to uvijek sukladno unaprijed određenim selekcijskim ciljevima, a koristeći selekcijske metode.
Namjerno iskorištavanje selektivnog uzgoja za postizanje željenih rezultata postalo je vrlo uobičajeno u poljoprivredi i eksperimentalnoj biologiji, ali selektivni uzgoj može biti i slučajan, na primjer kao posljedica procesa ljudske kulture i može proizvesti poželjne ili neželjene rezultate. Primjerice, kod nekih žitarica, povećanje veličine sjemena može biti rezultat određenih metoda oranja, a ne namjernog odabira većih sjemenki. U takvim slučajevima najvjerojatnije je postojala međuovisnost između prirodnih i umjetnih čimbenika koji su na rezultirali udomaćenom biljkom. Danas je česta metoda koja se koristi u procesu umjetne selekcije gensko inženjerstvo tj. metoda umjetnog prenošenja pojedinih gena iz jedne vrste u drugu stvaranjem transgeničnih životinja i biljaka i sve se više koristi unatoč prilično velikom otporu prema tzv. genetički preinačenoj hrani.
Charles Darwin je u svojoj knjizi "O podrijetlu vrsta" iz 1859. naširoko pisao o uspješnosti selektivnog uzgoja u stvaranju promjena tijekom vremena. Gotovo cijelo prvo poglavlje te knjige raspravlja o selektivnom uzgoju i domestikaciji životinja poput golubova, mačaka, goveda i pasa te vješto koristi umjetni odabir kao uvod i potporu svojoj teoriji prirodnog odabira.